# Jonvelle
Jonvelle ist eine französische Gemeinde im Département Haute-Saône in der Region Bourgogne-Franche-Comté; sie gehört zum Arrondissement Vesoul und zum Kanton Jussey.

## Bevölkerungsentwicklung
| Jahr                       | 1962 | 1968 | 1975 | 1982 | 1990 | 1999 | 2006 | 2018 |
| Einwohner                  | 227  | 233  | 199  | 169  | 139  | 171  | 151  | 125  |
| Quellen: Cassini und INSEE |      |      |      |      |      |      |      |      |

## Sehenswürdigkeiten
- gallorömisches Bad, das einige hundert Meter vom Ort entfernt ausgegraben wurde (lokales Museum)
- Himmelfahrtskirche (Église de l’Assomption)

## Persönlichkeiten
- Guy VI. de La Trémoille, genannt Le Vaillant, (* 1346, † 1397 auf Rhodos), Herr von Jonvelle
- Eugène Huvelin (* 1742, † 1828), Zisterzienser
- Henri Fleisch (* 1904, † 1985 im Libanon), Jesuit, Orientalist und Prähistoriker

## Weblinks

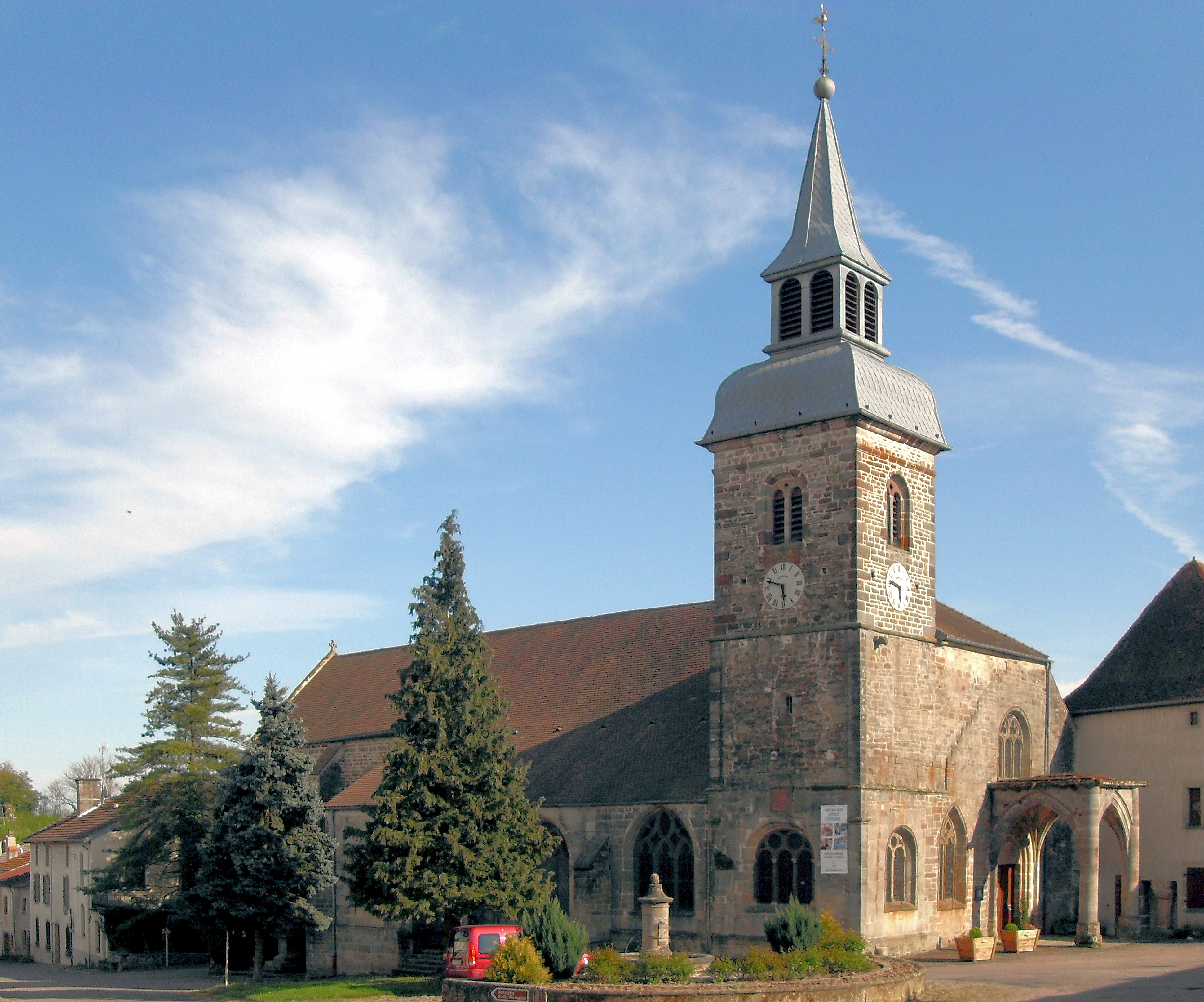
Himmelfahrtskirche in Jonvelle